# Campeonato Mundial de Escalada de 2018
El XV Campeonato Mundial de Escalada se celebró en Innsbruck (Austria) entre el 6 y el 16 de septiembre de 2018 bajo la organización de la Federación Internacional de Escalada Deportiva (IFSC) y la Federación Austríaca de Deportes de Escalada.
Las competiciones se realizaron en las instalaciones del Olympiaworld Innsbruck.

## Medallistas

### Masculino
| Evento             | Oro                                  | Plata                                     | Bronce                             |
| ------------------ | ------------------------------------ | ----------------------------------------- | ---------------------------------- |
| Dificultad (09.09) | Jakob Schubert · Austria · 36+       | Adam Ondra · República Checa · 36+        | Alexander Megos · Alemania · 33,5  |
| Velocidad (13.09)  | Reza Alipour Irán                    | Bassa Mawem Francia                       | Stanislav Kokorin · Rusia ·        |
| Bloques (15.09)    | Kai Harada Japón 4T 4z7 6            | Chon Jong-Won Corea del Sur 3T 4z9 10     | Gregor Vezonik Eslovenia 3T 4z9 17 |
| Combinada (16.09)  | Jakob Schubert · Austria · 4,00 pts. | Adam Ondra · República Checa · 10,00 pts. | Jan Hojer · Alemania · 24,00 pts.  |

### Femenino
| Evento             | Oro                                | Plata                               | Bronce                         |
| ------------------ | ---------------------------------- | ----------------------------------- | ------------------------------ |
| Dificultad (08.09) | Jessica Pilz · Austria · Top       | Janja Garnbret Eslovenia Top        | Kim Ja-In Corea del Sur 34+    |
| Velocidad (13.09)  | Aleksandra Rudzińska · Polonia ·   | Anna Brożek · Polonia ·             | Mariya Krasavina · Rusia ·     |
| Bloques (14.09)    | Janja Garnbret Eslovenia 2T 3z7 7  | Akiyo Noguchi Japón 2T 2z4 3        | Staša Gejo Serbia 1T 2z1 6     |
| Combinada (16.09)  | Janja Garnbret Eslovenia 5,00 pts. | Jessica Pilz · Austria · 24,00 pts. | Akiyo Noguchi Japón 54,00 pts. |

## Medallero
| Núm. | País            | Oro | Plata | Bronce | Total |
| ---- | --------------- | --- | ----- | ------ | ----- |
| 1    | Austria         | 3   | 1     | 0      | 4     |
| 2    | Eslovenia       | 2   | 1     | 1      | 4     |
| 3    | Japón           | 1   | 1     | 1      | 3     |
| 4    | Polonia         | 1   | 1     | 0      | 2     |
| 5    | Irán            | 1   | 0     | 0      | 1     |
| 6    | República Checa | 0   | 2     | 0      | 2     |
| 7    | Corea del Sur   | 0   | 1     | 1      | 2     |
| 8    | Francia         | 0   | 1     | 0      | 1     |
| 9    | Alemania        | 0   | 0     | 2      | 2     |
| 9    | Rusia           | 0   | 0     | 2      | 2     |
| 11   | Serbia          | 0   | 0     | 1      | 1     |
|      | TOTAL           | 8   | 8     | 8      | 24    |